# Illa Jensen Oriental
L'Illa Jensen Oriental (en danès Øst Jensens Ø) és una illa deshabitada situada a la part septentrional de Groenlàndia, banyada pel mar de Lincoln, a la Terra de Peary. Es troba al costat oest de Hazenland, al fiord De Long. L'illa fa 23 quilòmetres de llargada, per 9 d'amplada. La seva superfície és de 163,7 km² i té un perímetre de 57,2 km.
L'illa va rebre el nom del zoòleg danès Adolf Severin Jensen (1866 - 1953), professor de la Universitat de Copenhaguen, que havia realitzat una àmplia investigació sobre els bancs de pesca a Groenlàndia i que fou membre del comitè de l'expedició a Groenlàndia Oriental de 1931 a 1934 (Treårsekspeditionen).